# 广西警察学院
广西警察学院，简称广西警院，是中华人民共和国的一所全日制本科公办省属普通高等学校，位于广西壮族自治区南宁市。学院由广西壮族自治区公安厅主管，广西壮族自治区教育厅进行业务指导。

## 历史沿革
1950年1月，广西省公安学校成立；曾先后改名为广西公安干部学校、广西政法公安学校、广西政法干部学校、广西人民警察学校、广西公安管理干部学院；2003年，改制为广西警官高等专科学校；2015年，升格为广西警察学院。2018年，广西政法管理干部学院并入该校。

## 教学机构
- 马克思主义学院
- 侦查学院
- 刑事科学技术学院
- 治安学院
- 信息技术学院
- 交通管理工程学院
- 司法应用学院
- 法学院
- 公共管理学院
- 培训学院
- 继续教育学院
- 公共基础教研部
- 警务实战教研部
- 大学外语部
- 公共体育教研部[4]